# Нижняя полая вена
Нижняя полая вена (лат. vena cava inferior) — большая вена, открывающаяся в правое предсердие и собирающая венозную кровь от стенок брюшной полости, парных органов брюшной полости и нижней части тела. 

## Расположение
Образуется слиянием правой и левой общих подвздошных вен на уровне IV или V поясничного позвонка. Располагается справа от аорты в забрюшинном пространстве, правее срединной линии тела, сначала идёт вверх по передней поверхности правой большой поясничной мышцы, после — проходит позади горизонтальной части двенадцатиперстной кишки, позади головки поджелудочной железы и корня брыжейки, ложится в одноименную борозду печени и принимает от органа вены. По выходе из борозды проходит через одноименное отверстие диафрагмы и входит в состав заднего средостения. 

## Притоки
По пути к сердцу получает кровь из многих вен, имеет пристеночные притоки (париетальные) и внутренностные притоки (висцеральные).
К пристеночным относят:
- поясничные вены (лат. vv lumbales);
- нижние диафрагмальные вены (лат. vv. phrenicae inferiores).

К внутренностным (висцеральным) относят:
- почечные вены (лат. vv. renales);
- надпочечниковые вены (правая — в нижнюю полую, левая — в почечную) (лат. vv. suprarenales);
- яичковые (яичниковые) вены (правая — в нижнюю полую, левая — в почечную) (лат. vv. testicularis [ovarica]);
- печеночные вены (4-6 шт.) (лат. vv. hepaticae).

Является наиболее крупной веной организма.